# Macrosphenus kretschmeri
El picolargo de Kretschmer  (Macrosphenus kretschmeri) es una especie de ave en la familia Macrosphenidae, que habita en África.

## Distribución y hábitat
Se la encuentra en Kenia, Mozambique, y Tanzania. Sus hábitats naturales son los bosques bajos húmedos tropicales y los bosques montanos húmedos tropicales.